# Цыку, Октавиан Дмитриевич
Октавиан Дмитриевич Цыку (рум. Octavian Țîcu; род. 21 августа 1972, с. Костулены, Унгенский район, Молдавская ССР, СССР) — молдавский политический деятель. Министр молодёжи и спорта Республики Молдова с 26 февраля по 30 мая 2013 года, депутат Парламента Республики Молдова с 9 марта 2019 по 23 июля 2021 года.
Председатель Партии национального единства (с 7 декабря 2019 года).
Бывший профессиональный боксёр.

## Биография
Октавиан Цыку является исследователем-координатором в Институте истории Академии наук Молдовы. Имеет учёную степень по истории. Является автором 10 книг, изданных в Германии, США, Великобритании, Румынии.
Являлся членом Комиссии по изучению и оценке тоталитарного коммунистического режима в Республике Молдова.

## Профессиональная карьера
- 1995—2003 — Семикратный чемпион Молдовы;
- 1995 — 1/16 финала Чемпионата мира до 57 килограмм;
- 1996 — 1/4 финала Чемпионата Европы до 60 килограмм;
- 1996 — 1/31 финала Олимпийских игр до 60 килограмм;
- 1997 — 1/16 финала Чемпионата мира до 60 килограмм;
- 1998 — 1/15 финала Чемпионата Европы до 60 килограмм;
- 2001 — 1/8 финала Чемпионата мира до 60 килограмм;
- 2002 — 1/8 финала Чемпионата Европы до 60 килограмм.

## Политическая деятельность
26 февраля 2013 года был назначен на должность Министра молодёжи и спорта Республики Молдова. На эту должность его продвинула Либеральная партия.
В марте 2015 года присоединился к инициативной группе по созданию Европейской народной партии Молдовы.
На всеобщих местных выборах 2015 года баллотировался на должность советника в Унгенском районе совете по спискам Избирательного блока «Европейская народная платформа Молдовы — Юрие Лянкэ», и им он стал.
20 августа 2015 года покинул ряды Европейской народной партии Молдовы спустя месяц после её создания, а также отказался от мандата советника в Унгенском районе совете.
На парламентских выборах 2019 года баллотировался на должность депутата Парламента Республики Молдова по спискам Избирательного блока «ACUM Platforma DA și PAS» как по национальному округу, так и по одномандатному округу, и им он стал по национальному округу.
После того, как Блок ACUM сформировал в Парламенте две отдельные фракции, Октавиан Цыку вошёл в состав фракции «Блок АКУМ Платформа ДП».
18 сентября 2019 года объявил о выходе из фракции «Блок АКУМ Платформа ДП».
На всеобщих местных выборах 2019 года баллотировался на должность генерального примара (мэра) Кишинёва в качестве кандидата Партии национального единства. На выборах он набрал 10.739 голосов и 4,76 %, заняв 4-е место и не смог пройти во второй тур.
7 декабря 2019 года в рамках 2-го Внеочередного съезда Партии национального единства стал председателем партии.

## Награды
- 1993 — Награда Фонда Сорос-Молдова за особые академические заслуги;
- 2004 — Награда за самого лучшего главы кафедры Международный независимый университет Молдовы в 2003/2004 университетский год;
- 2004 — Награда за самую лучшую книгу года в Международном независимом университете Молдовы — Проблема Бессарабии и советско-румынские отношения в межвоенный период (1919—1939)
- 2004 — Национальная награда молодёжи в области науки и литературы за монографию — Проблема Бессарабии и советско-румынские отношения в межвоенный период (1919—1939)
- 2010 — Медаль «За гражданские заслуги» — награда со стороны Президента Республики Молдова

## Труды
Книги
- Țîcu, O. (2019), O istorie ilustrată a românilor de la est de Prut (1791-prezent), Chișinău. Litera. 2019
- Țîcu, O. (2018), Homo Moldovanus Sovietic: Teorii și practici de constucție identitară în R(A)SSM (1924-1989), Chișinău.Arc, 2018.
- Dulatbekov, N., Țîcu, O., Miloiu, S. (2016), Spassk 99: O istorie a prizonierilor de război români în documente, Bucharest. Eikon, 2016, 598 pp.
- Țîcu, O. and Bogus, B. (2014): Nicolae Simatoc (1920-1979). Legenda unui fotbalist basarabean de la Ripensia la FC Barcelona, Ediția II,   Chisinau. Cartdidact, 267 pp.
- S. Miloiu, O. Țîcu, V. Jarmolenko (2013), From Neighbourhood to Partnership: Highlights of Lithuania Relations with Romania and Moldova, Târgoviște: Cetatea de Scaun, 2013, 311 pp.
- Țîcu, O. and Bogus, B. (2013): Nicolae Simatoc (1920-1979). Legenda unui fotbalist basarabean de la Ripensia la FC Barcelona, Chisinau. Cartdidact, 211 pp.
- Octavian Țîcu. „Nicolae Simatoc (1920-1979). Legenda unui fotbalist basarabean, de la „Ripensia” la „FC Barcelona””. Chișinău: Cartdidact, 2013, 211 p. ISBN 978-9975-4462-1-1
- Țîcu, O. and Bogus, B. (2010): East European Football from Communism to Globalization, Saarbruken. Lambert Academic Publishing, 167 pp.
- Țîcu, O. and Bogus, B. (2008): Fotbalul în contextul transformărilor democratice din Europa de Est. Cazul Ucrainei, României şi Republicii Moldova. (Football in the context of democratic transformations in Eastern Europe. The case of Ukraine, Romania and Moldova), Chişinău. Cartdidact. 144 pp.
- Țîcu, O. (2004): Problema Basarabiei şi relaţiile sovieto-române în perioada interbelică (1919-1939) (The Bessarabia Problem and Soviet-Romanian Relationships in the Interwar Period (1919-1939)). Chişinău. Prut International. 269 pp.

Монографии
- Problema Basarabiei și relațiile sovieto-române în perioada interbelică (1919-1939). Chișinău. Prut Internațional. 269 pagini.

Статьи в журналах/сборниках
- Moldovenii ca “identitate imaginată” în perioada Imperiului Rus. Românii din afara granițelor țării (Iași: Demiurg, 2007). 222-231.
- The Transnistrian conflict and the emergence of the Near Abroad Policy of the Russian Federation. Relații Internaționale. Lumea de ieri, lumea de mâine (ed. Paul Nistor) (Iași: PIM, 2007),
- Construcții identitare și politici culturale sovietice în RSS Moldovenească. Pro Basarabia – repere istorice și naționale (Iași:Demiurg, 2007), 207-215.
- An Identity from Scratch: The Moldovan “Imagined Community” During the Russian Empire. Buletinul Universitatii Petro-Gaze (Ploiesti, Romania). Seria Stiinte Socio-Umane si Juridice.Vol. LIX, No. 1/2007.115-125.
- Infighting the legacy of the Soviet era: the Republic of Moldova and Baltic States ethnic policies in the post-communist period. Analele ANTIM, No. 7. 2006. 234-249.
- Basarabia în cadrul României întregite - consecințe ale unei incertitudini de politică externă, Pontes (Revue of South East European Studies), No. 1. 2004.115-123.
- Chestiunea Basarabiei la Conferința de la Genova: (10 aprilie – 19 mai 1922). Analele ANTIM. No. 4. 2003. 110-123.
- Recunoașterea internațională a unirii Basarabiei cu România (1919-1920) Cugetul. No.1(17). 2003. 19-27.
- Aspecte istoriografice ale chestiunii basarabene în relațiile sovieto-române. Postica, Gh., (ed.) Știința universitară la începutul mileniului trei (Chișinău: Pontos, 2002) 153-145.
- Problema Basarabiei și relațiile sovieto-române în perioada interbelică. Considerații istoriografice. Cugetul. No. 3/4. 2002. 24-33.

Опубликованные содействия в научных конференциях
- “Assisted” Ethno-Genesis of the Moldovans: The Soviet Legacy and Present Politics. Materialele celei de-a 10 Conferințe Anuale a Asociației pentru Drept, Cultură și Științe Umaniste. Washington DC. Georgetown University Law College. 23-24 martie 2007.173-177.
- La République Moldova dans le contexte de la transition post totalitaire est–européenne. Conferința Internațională Symposia Professorum. Chișinău, 14-15 octombrie 2005. 155-168.
- La Republique Moldova et le processus de transition vers la democratie. Une vision retrospective et de perspective (1991-2004). Colocviul Internațional al Francofoniei Développement durable: leçons et perspectives. Ouagadougou (Burkina Faso). 1-4 iunie 2004. 715-719.
- Perspectiva sovietică asupra relațiilor româno – germane în ajunul celui de-al doilea război mondial (1936-1939). Conferința Internațională Aprofundarea relațiilor moldo-germane : expereințe, posibilități, perspective, Chișinău, 19 mai 2004.145-151.
- Stabilirea relațiilor diplomatice Sovieto-Române (9 iunie 1934) și problema recunoașterii Basarabiei ca teritoriu românesc. Conferința Națională Symposia Professorum. Chișinău. 15 octombrie 2004. 81-87.